# 473503 Minoruozima
473503 Minoruozima è un asteroide della fascia principale. Scoperto nel 2011, presenta un'orbita caratterizzata da un semiasse maggiore pari a 2,2527026 au e da un'eccentricità di 0,0822732, inclinata di 4,73606° rispetto all'eclittica.